# Phil Rizzuto
Philip Francis Rizzuto, detto Phil e soprannominato The Scooter (New York City, 25 settembre 1917 – West Orange, 13 agosto 2007), è stato un giocatore di baseball statunitense di ruolo interbase che ha giocato per tutta la carriera con i New York Yankees nella Major League Baseball (MLB). È stato inserito nella National Baseball Hall of Fame nel 1994.

## Origini e carriera
Nato nel distretto di Brooklyn a New York City da famiglia di origini calabresi, Rizzuto fu una popolare figura nella dinastia sportiva che conquistò 10 titoli della American League e 7 World Series nell'arco di tredici stagioni e detiene tutt'oggi numerosi record delle World Series per un interbase. La sua miglior stagione a livello statistico fu quella del 1950, quando fu nominato MVP dell'American League. Malgrado questo exploit offensivo, Rizzuto era meglio noto per le sue abilità difensive. Al momento del ritiro, i suoi 1.217 doppi giochi erano il secondo risultato della storia della major league, dietro solo ai 1.424 di Luke Appling. Dopo la carriera di giocatore, Rizzuto fu per quarant'anni un annunciatore radiofonico e televisivo per gli Yankees. Il suo stile idiosincratico e le sue imprevedibili digressioni appassionarono gli ascoltatori, mentre il suo commento delle azioni si distingueva per energia. La sua celebre espressione fu "Holy Cow!".

## Palmarès

### Club
- World Series: 7

New York Yankees: 1941, 1947, 1949–1953

### Individuale
- MVP dell'American League: 1

1950
- MLB All-Star: 5

1942, 1950–1953
- Numero 10 ritirato dai New York Yankees